# 십자고상
십자고상(十字苦像, 영어: crucifix)는 십자가에 매달린 예수의 모습을 표현한 기독교의 조형물을 말한다. 로마 가톨릭교회와 동방 정교회, 옥스퍼드 운동이후의 성공회에서는 교회의 제대뒤에 십자고상이 놓여 있으며, 성공회 이외의 개신교에서는 루터교가 유일하게 신앙전통에 따라 십자고상을 사용하고 있다.

## 개요
예수 그리스도의 수난을 보여 주는 십자가에 못박힌 예수의 상이다. 예수는 총독 빌라도의 재판을 받은 다음 예루살렘 교외 골고다 언덕 위에서 십자가에 못박혀 죽었다. 이를 기념하기 위하여 5세기경부터 십자가상이 널리 보급되었는데, 특히 로마 교회의 미사에는 제단 위 예수의 십자가상에서의 죽음이 회생을 반복하는 것으로 되어 있기 때문에 재단 위의 십자가는 반드시 십자가책상을 쓰게끔 되었다. 처음에는 하늘을 우러러 얼굴을 위로 향한 모습의 것이 많았으나, 뒤에는 고난을 표시하기 위하여 얼굴을 밑으로 향하게 하였다. 종교개혁 후, 프로테스탄트 교회에서는 책상이 없는 십자가를 많이 사용하게 되었다. 근래에 와서는 영광의 예수를 나타내기 위하여 머리 위에 영광의 관을 붙이고 양팔을 벌린 승천하는 모습의 상을 십자가상으로 쓰는 데도 있다. 십자가책상 위에 쓰인 I NRI는 예수가 십자가에 매달렸을 때 그의 죄명을 표시한 '유태인의 왕, 나사렛 예수'라는 라틴어의 머리글자를 딴 것이다.

## 같이 보기
- 기독교 상징주의
- INRI
- 교황 십자가
- 묵주